# Команда 49: Огненная лестница
«Команда 49: Огненная лестница» (англ. Ladder 49) — фильм режиссёра Джея Расселла про пожарного Джека Мориссона и команду 49.

## Сюжет
Главный герой Джек Моррисон (Хоакин Феникс) — пожарный из Балтимора, в начале фильма он вместе со своей командой прибывает на очередной пожар, горит большое промышленное здание. Джеку удается спасти несколько человек, после чего он попадает в ловушку: под ним проваливается пол и он оказывается отрезан от выхода. Пока его команда во главе с капитаном Майком Кеннеди (Джон Траволта) пытается пробиться к нему, Джек вспоминает самые яркие моменты своей жизни: приход на службу в пожарную часть Балтимора, первый потушенный пожар, знакомство с прекрасной девушкой Линдой, свадьба, рождение детей и др.
В итоге Джеку удается пробиться в соседнюю комнату, но от остальной команды его отделяет непроходимая стена огня. Понимая, что ничего уже не сделать, Джек просит капитана отозвать команду пока ещё не поздно. С тяжелым сердцем Майк выполняет это.
В финале Майк произносит речь на похоронах Джека, где называет его героем. После этого гроб с телом с почестями проносят по улицам города.

## В ролях
| Актёр            | Роль                     |
| ---------------- | ------------------------ |
| Джон Траволта    | Майк Кеннеди (командир)  |
| Хоакин Феникс    | Джек Мориссон (пожарный) |
| Джасинда Барретт | Линда (жена Джека)       |
| Роберт Патрик    | Ленни Рихтер (пожарный)  |
| Моррис Честнат   | Томми Дрейк (пожарный)   |
| Билли Бёрк       | Деннис Гейгин (пожарный) |
| Бальтазар Гетти  | Рэй Гейгин (пожарный)    |